# 安提丰 (智者)
智者安提丰（英語：Antiphon the Sophist)，这一名称用于指代数篇智者派论述的作者。他可能于公元前5世纪的最后二十年间曾居住在雅典，但有关于其生平则付诸厥如。
争议在于，这些智者论述的作者是否实际上就是演说家安提丰，或者说智者安提丰是否真的是另一个人。这仍是一项尚待考证的学界争议。近期的编纂者，如加加林、拉克斯以及莫斯特认为只有一名安提丰，而G.J.潘德里克则认为有两名不同安提丰。
在其名下的论述中，最重要的要数《论真理》。从天文到数学，乃至道德和伦理，其残篇涉及到了许多不同的主题。 其他的论述残篇诸如《论和谐》和《政治篇》有时会被认为是演说家安提丰而非智者的作品。
另一项争议在于，以安提丰为作者的《梦的解释》是否是智者安提丰的作品，抑或是另一名安提丰所著。潘德里克、拉克斯以及莫斯特的版本都将这篇作品归到智者名下。

## 思想

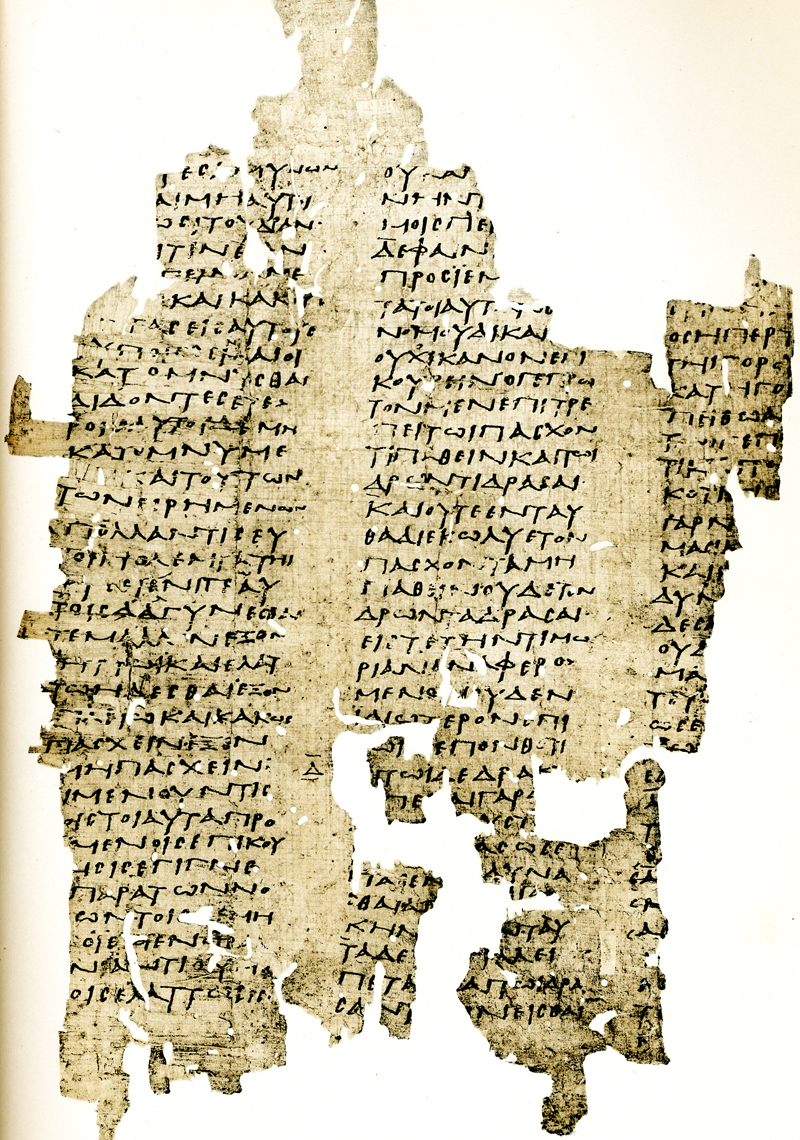
公元3世纪的莎草纸文稿，是为《论自由》第一卷(P.Oxy. XI 1364 fr. 1, cols. v–vii)

归于智者安提丰名下的残篇《论真理》在政治学理论上具有相当的价值。因为这篇论述似乎是自然權利（天赋人权）理论的先驱者。根据其内容中所表述的见解，其作者应该不是演说家拉姆诺斯的安提丰，因为其内容相当强烈地肯定与民主政体相适应的平等主义和自由主义，且与拉姆诺斯的安提丰的寡头政治见解相对。后者在反民主的前411年雅典政变中起到了作用。 然而，鉴于1984年发现的另一段《论真理》 残篇，对其以平等主义做解释应该已经行不通了。
以下段落可能意味着智者安提丰有强烈的自由主义倾向：

### "本性" 需要自由
《论真理》中罗列了习俗和法律对本性(φύσις)，特别是人的本性的压制特性。安提丰认为本性需要自然和自由，而不是体制强加在人身上的无理限制:
大部分在法律上正义的事对本性是有害的。通过法律，人们的眼睛应该看什么以及不应该看什么；人们的耳朵应该听什么以及不应该听什么；人们的舌头应该说什么以及不应该说什么；人们的手应该做什么以及不应该做什么，人们的思想应该欲求什么以及不应该欲求什么，都已经定下来了。
压制意味着痛苦，而回避痛苦是自然而然的事。
安提丰还写道：“生命是一场短暂的守夜，其时长犹如一日，睁开双眼，我们便将位置交付给来者” 意大利希腊学家马里奥·昂特斯坦纳对此评论道：“如果死亡是因着自然的，那么为何要折磨其同样自然的生命呢？”通过诉诸这一悲剧性的存在法则，安提丰以一种人性的口吻，希望人能解脱那一切对个性有害之物 据记载，安提丰在集市中建立了一个铺子，而他则在那里安慰丧失亲人的人们。

## 延伸阅读
- Kerferd, G.B. .  1. New York: Charles Scribner's Sons: 170–172. 1970. ISBN 0-684-10114-9.